# Шуур, Дженнифер
Дже́ннифер Шуу́р (англ. Jennifer Schuur) — американский телевизионный сценарист и продюсер. Её телевизионный дебют состоялся в 2007 году, когда Шуур заняла пост штатного сценариста в сериале HBO «Большая любовь», а с тех пор работала в «Адские кошки», «Армейские жёны», «Ганнибал» и «Заложники».
Осенью 2014 года присоединилась к производственной компании Шонды Раймс ShondaLand, написав сценарий к проекту о профессиональной и личной жизни судебного бухгалтера. Проект The Catch был заказан ABC в январе 2015 года. Также Шуур написала сценарий к независимой чёрной комедии Look Away в 2014 году.